# Budapesti Futball 7
Budapesti Futball 7

## Történelmi áttekintés
A nagy lapalapítások idején - a Magyar Labdarúgó-szövetség Játékvezető Testülete útjára indította a Sípszó című szaklapot és ennek hatására több megye Játékvezető Bizottsága is saját lapot indított - 1993-ban döntött úgy a Budapesti Labdarúgó-szövetség, hogy a főváros labdarúgó sportéletéről az érdeklődők részére hetente ad tudósítást. A döntést nagymértékben elősegítette, hogy a Nemzeti Sportból szerkesztési változások következtében kikerült Budapest  - valamint a többi megye - labdarúgó életének, kifejezetten adatközlő informálása. A folyamatosan változó gazdasági körülmények, az előforduló belső villongások sem bontották meg a kiadvány lendületét. A lap története során többször változott a kiadás feltételeit biztosító személyi és technikai környezet. A szaklap tartalmának, formájának, igényes kivitelezésének, gazdasági hátterének köszönhetően időállóvá vált.

## Impresszum
- Kiadó: Ballnews Kft.
  - Felelős kiadó:  Gáspár János ügyvezető igazgató
- Művészeti szerkesztő: Laukó László
- Főszerkesztő: Lázár Lajos
- Nyomás: Credit Kft.
- * Felelős vezető: Sáfrán István  ügyvezető igazgató
- ISSM 1419-1148
- Előfizetés a szerkesztőség címén: 1053. Budapest, Curia utca 3.